# Paralobus salmoni
Paralobus salmoni är en spindelart som först beskrevs av Forster 1956.  Paralobus salmoni ingår i släktet Paralobus och familjen Orsolobidae. Inga underarter finns listade i Catalogue of Life.